# Мемориал красноармейцам китайского батальона
Мемориал красноармейцам китайского батальона — памятник в городе Морозовск Ростовской области. Адрес: 347210, Ростовская область, город Морозовск, улица Ленина, 155.

## История
В России китайские рабочие и специалисты появились в начале первой мировой войны, в то время царское правительство завербовало их на тыловые работы, ремонты разрушенных мостов. После февральской революции 1917 года китайцы вступали в Красную гвардию, потом создали революционные военные отряды. В годы гражданской войны, весной 1918 года был сформирован китайский отряд, названный Первым Владикавказским китайским отрядом, затем он был переименован в батальон 292-го Дербентского полка 33-й Кубанской дивизии. Батальон был сформирован из китайских рабочих и крестьян, покинувших свою страну в поисках лучшей доли и поселившихся в России.
Летом 1919 года этот батальон воевал с белогвардейцами на Волге и на Дону. В июне 1919 года Дербентский полк вел бои с врагом в районе станицы Морозовской (ныне город Морозовск). Конница белых наносила удары по китайскому батальону, однако и здесь она не смогла прорвать фронт. Стойко защищая свои позиции, герои-красноармейцы китайского батальона отбивали атаки неприятеля. Погибших в боях воинов похоронили около железнодорожного разъезда Быстрый в 7 километров от Морозовска. После войны жители города перенесли останки погибших бойцов на центральную площадь в братскую могилу.
2 ноября 1958 года в городе Морозовск Ростовской области на братской могиле был открыт памятник воинам-интернационалистам китайского батальона, сражавшегося в рядах Красной Армии в годы гражданской войны.
Памятник установлен около входа в городской парк Морозовска на братской могиле красноармейцев из китайского батальона 292 интернационального полка.
Памятник представляет собой 16-метровый обелиске, увенчанном пятиконечной звездой. На обелиске золотыми буквами на двух табличках сделаны надписи на русском и китайском языках: «Здесь похоронены красноармейцы-интернационалисты 292 Дербентского полка, погибшие в боях за власть Советов в районе станицы Морозовской в июне 1919 г.». Надписи сделаны в обрамлении китайского герба. Со временем табличка на китайском языке то исчезала, то вновь появлялась, при этом разнились и написанные даты событий.